# Grupo Barraqueiro
O Grupo Barraqueiro é um grupo privado português responsável por mais de 30 empresas (2014) no ramo de transportes em Portugal. Este grupo opera com uma frota de mais de três mil veículos pesados, para além da concessão da linha ferroviária sobre o Tejo (Fertagus) e da concessão do Metro Sul do Tejo (MTS). Fornece vários tipos de serviços a nível de transportes de passageiros, mercadorias, matérias perigosas, viaturas e preparação e logística de viaturas.

## História
Fundada em 1914 com origem na empresa Joaquim Jerónimo, Lda. (também designada por Empresas Barraqueiro), inicia a actividade com a exploração da camionagem de passageiros utilizando um auto-omnibus americano[carece de fontes?]. Em 1967, a empresa foi crescendo e passou a ser adquirida pela família Pedrosa. Em 1972, a concessão da Lopes & Matos foi adquirida pelo Grupo Barraqueiro, atualmente correspondente à Boa Viagem. Em 1977 a empresa Esevel (Estação de Serviço Electro-Veloz) é adquirida pela família Pedrosa para apoiar a manutenção das suas empresas de transporte público de passageiros, Joaquim Jerónimo, Lda. e Henrique Leonardo Mota, Lda. Em 1981 o grupo alcança a liderança na actividade turística na zona de Lisboa através da criação de uma nova empresa - Frota Azul, Lda., que mais tarde se alastrou para o Algarve com a empresa Frota Azul Algarve, Lda.

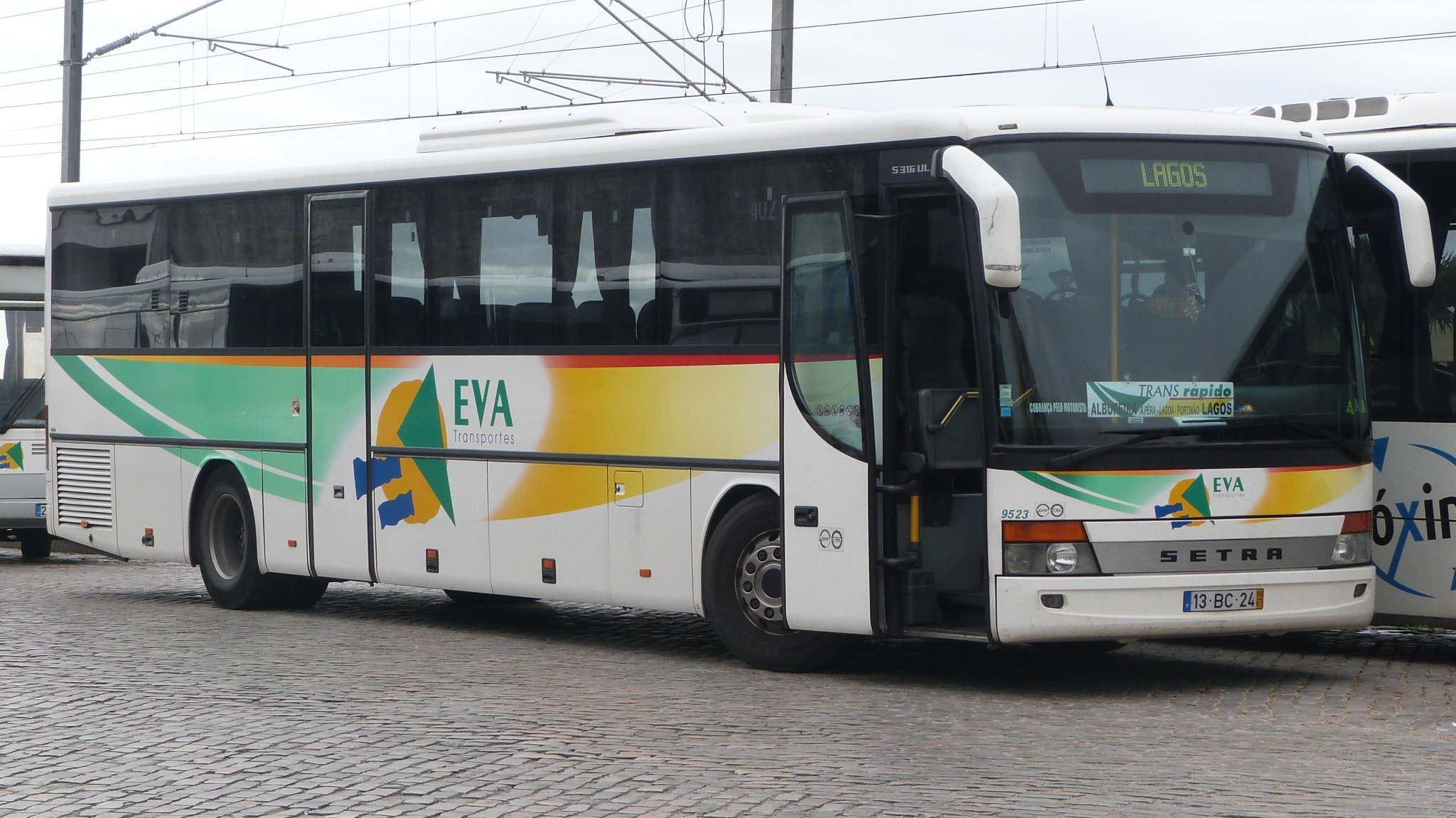
Autocarro da EVA Transportes

Entre 1992 e 1995 o grupo atinge uma liderança no transporte rodoviário de passageiros, de Lisboa até ao Algarve, com o domínio acionista na Rodoviária do Algarve (renomeada EVA-Transportes), Rodoviária do Alentejo, Rodoviária da Estremadura, Rodoviária de Lisboa e Rodoviária do Tejo.

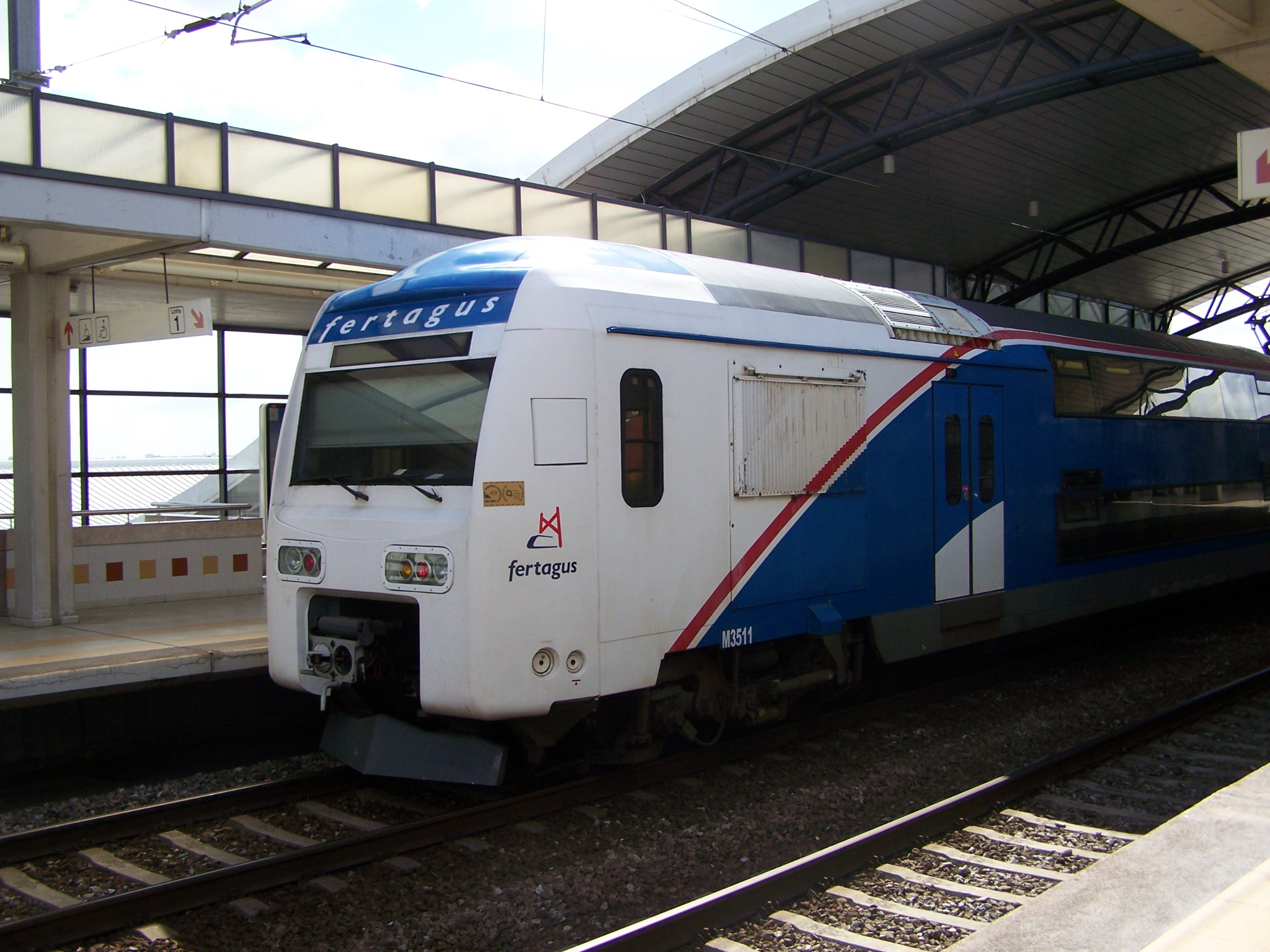
Comboio da Fertagus na estação de Corroios

Em 1996 é adquirida a empresa Mafrense e em 1997 é aberta a iniciativa a concessão ferroviária para travessia do Tejo, cuja exploração arranca apenas em 1999 com a implementação da nova empresa do grupo Fertagus. Neste mesmo ano é lançado pelo Governo o concurso para a criação e exploração da rede Metro Sul do Tejo, projeto ao qual o grupo se candidata e adquire a concessão em Julho de 2002.
No mesmo ano procedeu-se ao redimensionamento da exploração na área metropolitana Sul de Lisboa, com a Rodoviária do Alentejo a concentrar as suas operações exclusivamente nesta região do país.
Durante as décadas de 2000 e 2010, o Grupo Barraqueiro prosseguiu numa política de expansão, adquirindo numerosos operadores de transportes rodoviários coletivos de passageiros, tanto concessionados de transportes públicos como de serviços ocasionais, alguns independentes, outros integrados em grupos rivais.

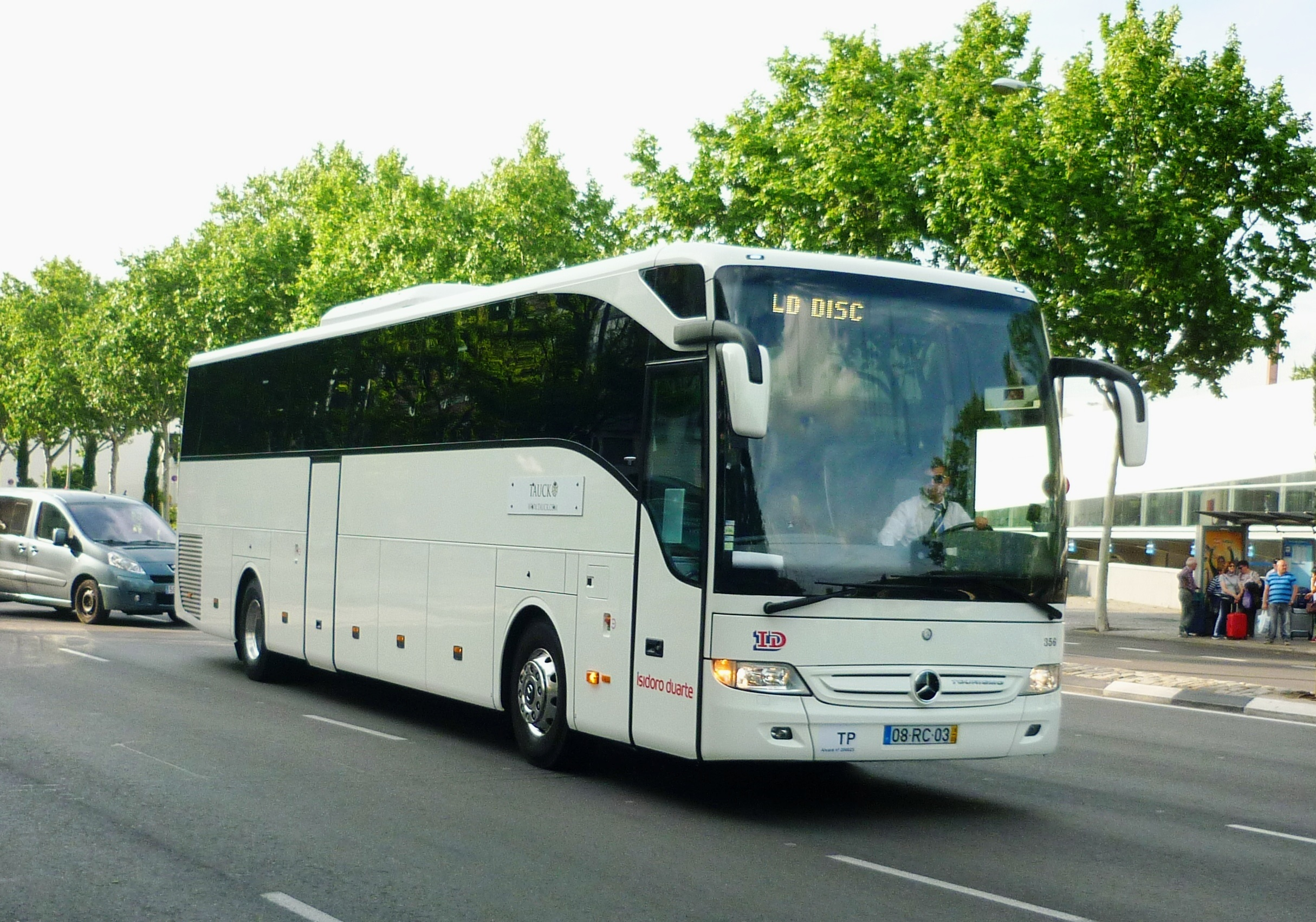
Isidoro Duarte (356)

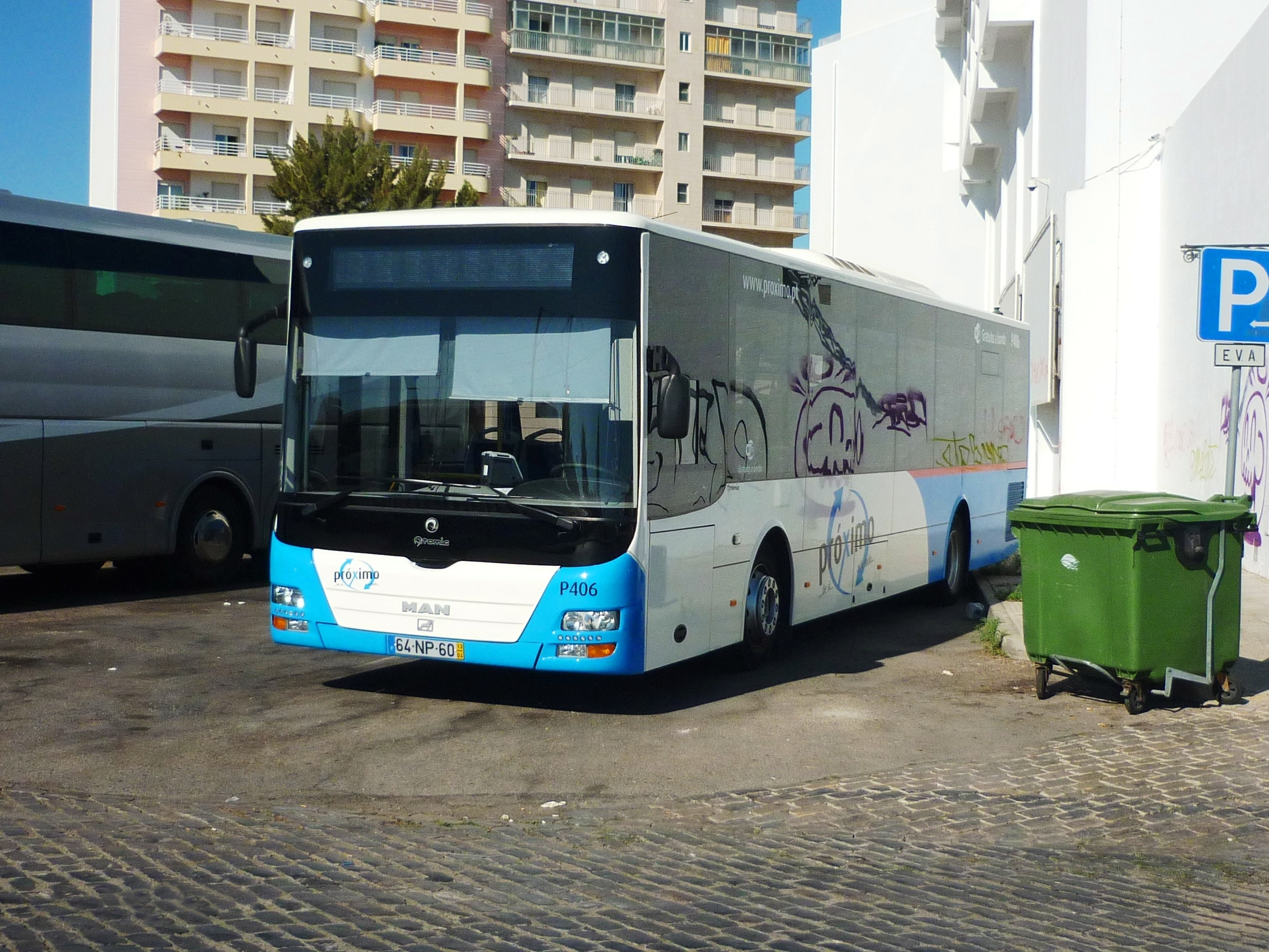
Próximo (406)

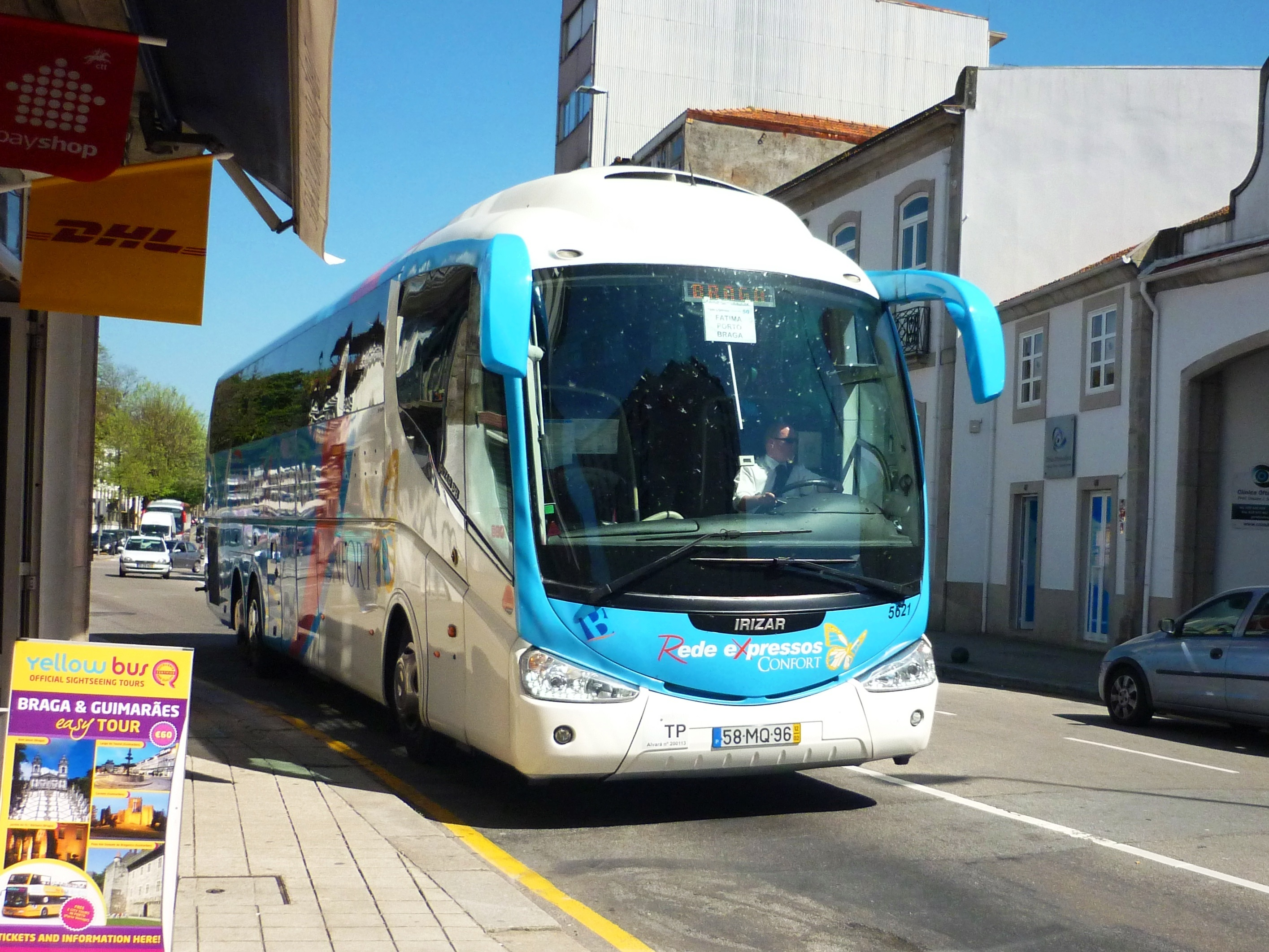
Rede Expressos (5651)

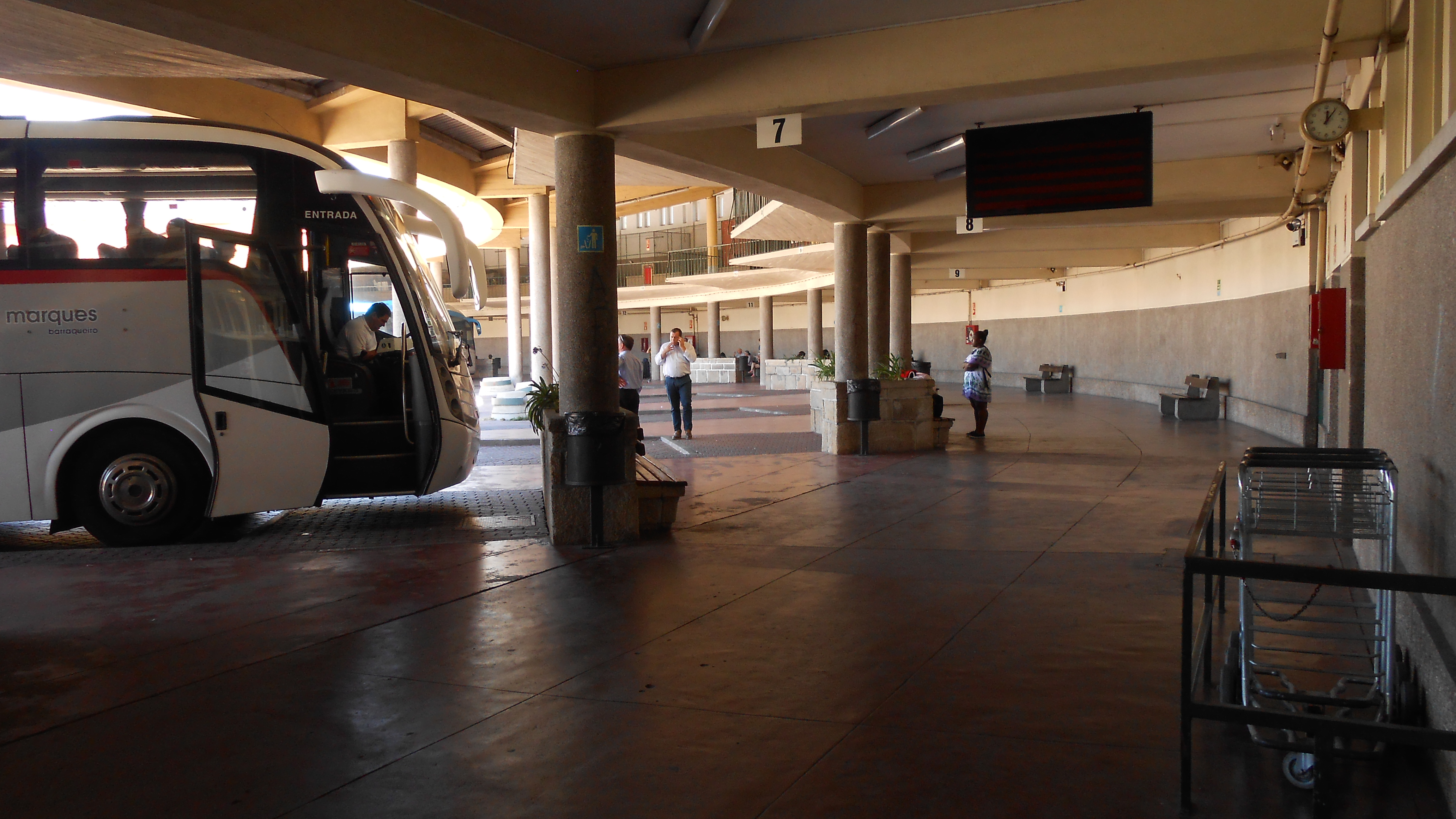
Marques

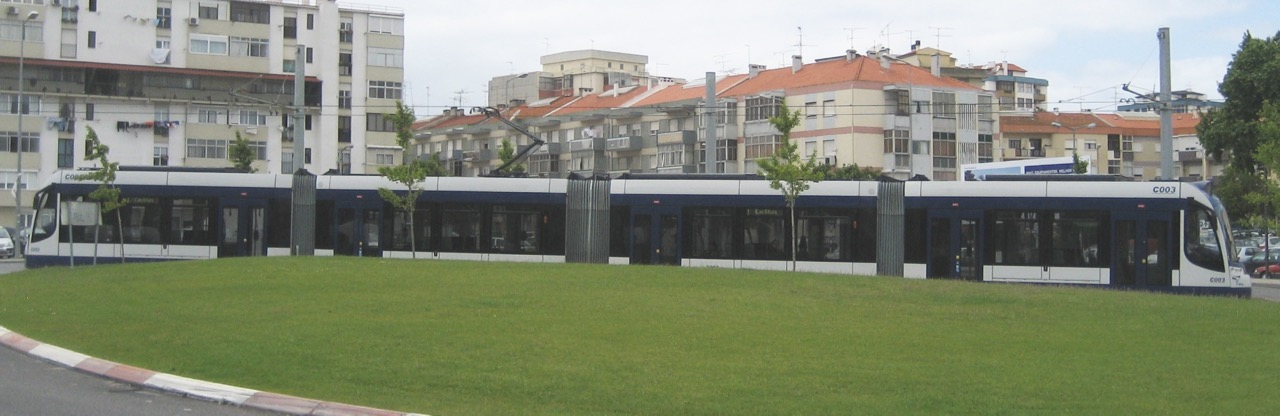
Metro Transportes do Sul

## Empresas do grupo
As seguintes empresas são ou foram integrantes do Grupo Barraqueiro:
- Transportes:
  - Transportes aéreos regulares de passageiros:
    - TAP Air Portugal - Transportes Aéreos Portugueses, SA (integrado no consórcio Gateway)†

  - Transportes rodoviários regulares de passageiros (locais):
    - Barraqueiro OesteB†
    - Boa ViagemB†
    - Eva Transportes, S.A.
    - Frota AzulB
    - Frota Azul Algarve, Transportes e Turismo, Lda.
    - Henrique Leonardo Mota, Lda.
    - Isidoro Duarte†
    - JJ Santo António, Transporte Rodoviário de Passageiros, Unipessoal, Lda. (anteriormente: Barraqueiro Santo AntónioB)
    - MafrenseB†
    - Maia Transportes (comparticipação de 45%, em 2014)[5]
    - Marques, Lda.
    - PXM, Transportes Rodoviários Urbanos de Faro, S.A. (“Próximo”)
    - Ribatejana Verde, Transportes Rodoviários de Passageiros, Unipessoal, Lda.B
    - Rodoviária do Alentejo, S.A.
    - Rodoviária de Lisboa, S.A.
    - Rodoviária do Tejo, S.A.†
    - Translagos, Transportes Públicos, Lda. (“A onda”)
    - TRE, Transportes Rodoviários de Évora, S.A. (“Trevo”)

  - Transportes rodoviários regulares de passageiros (holding):
    - Barraqueiro Transportes, S.A.B
    - Grupo Barraqueiro Brasil Participações, Ltda.

  - Transportes rodoviários regulares de passageiros (longa distância):
    - RNE – Rede Nacional de Expressos, Lda.

  - Transportes rodoviários ocasionais de passageiros:
    - Barraqueiro AlugueresB†
    - Best Transfers 4 U, Viagens e Turismo, S.A.
    - Citirama – Viagens e Turismo, S.A.
    - EstremaduraB†
    - Goin Shuttle, Agência Viagens e Turismo, Unipessoal, Lda.
    - Roller Town – Transportes Turísticos Citadinos, S.A.
    - Transol, Transportes e Turismo, S.A. 
    - Transviagens, Transporte em Autocarros, Lda.

  - Transportes ferroviários regulares de passageiros:
    - Fertagus – Travessia do Tejo, Transportes, S.A.
    - Joaquim Jerónimo – Transportes Ferroviários, S.A.
    - Prometro, S.A.
    - Viaporto – Operação e Manutenção de Transportes, Unipessoal, Lda.
    - MTS – Metro, Transportes do Sul, S.A.

  - Transportes de carga e logística:
    - Atlantic Cargo – Sociedade de Transportes, S.A.
    - Rodoatlantic Angola, Lda.
    - Rodoatlantic Portugal, Lda.
    - Rodocargo – Transportes Rodoviários de Mercadorias, S.A.
    - Transporta - Transportes Porta-a-Porta, S.A.†
- Assistência e manutenção de frota:
  - EsevelB†
  - Rodinform – Informática aplicada aos Transportes, S.A.
  - Tradicargo – Autologistics, Lda.
  - VIAMOVE – Soluções de Mobilidade, Lda.
- Outros:
  - António da Silva Cruz e Filhos, Lda.
  - Barraqueiro SGPS, S.A.
  - CGDP, S.A.
  - EBGB, S.A.
  - Miracle Horizon, Lda.
  - Outvalue, Lda.

Notas:
(ver pormenores nos artigos enlaçados)
- † designações que deixaram de constar separadamente da listagem oficial (por extinção, alienação, renomeação, ou reorganização)
- B subordinadas à Barraqueiro Transportes, S.A. (atualmente ou anteriormente)

## J. J. Santo António / Isidoro Duarte / Henrique Leonardo Mota
Durante o primeiro quartel do século XXI, o setor ocidental do concelho de Loures e zonas limítrofes do concelho de Mafra eram servidas em regime partilhado por três empresas, todas pertencentes ao Grupo Barraqueiro.
A J.J. Santo António (Joaquim Jerónimo Santo António, Transporte Rodoviário de Passageiros, Unipessoal, Lda.), antiga Barraqueiro Santo António é uma empresa de transportes rodoviários de passageiros. Com sede em Frielas, (mun. Loures), operava os corredores da Cidade Nova e das Torres da Bela Vista, além de algumas outras linhas pela zona ocidental do concelho (incluíndo Frielas, Santo António dos Cavaleiros e Loures). A sua numeração era composta pelas 4xx. Em 2020, contava com uma frota de cerca de 100 veículos, de diversas dimensões e tipologias.
A Isidoro Duarte (Isidoro Duarte, Lda.) é outra empresa de transportes rodoviários de passageiros. Com sede na Póvoa da Galega (mun. Mafra), a mesma operava algumas linhas no sudeste de Mafra, maioria sendo linhas municipais. A sua numeração era composta por 2xx. Em 2020, contava com uma frota de cerca de 210 veículos, de diversas dimensões e tipologias.
A Henrique Leonardo Mota (Henrique Leonardo Mota, Lda.) é outra empresa de transportes rodoviários de passageiros. Com sede também em Frielas, a mesma operava os corredores da Póvoa da Galega, Cabeço de Montachique e Milharado, além de outras linhas pela zona sudeste de Mafra. A sua numeração era composta por 8xx. Em 2020, contava com uma frota de cerca de 100 veículos, de diversas dimensões e tipologias.
Em meados de 2022, anunciou-se que a 1 de Julho de 2022, na sequência da implantação da Carris Metropolitana, estas designações cessariam de existir separadamente, sendo as carreiras renumeradas de acordo com o novo sistema (de quatro algarismos, neste caso iniciados por "2"), com ajustes de horário e beneficiação de frota, e extintas as marcas diferenciadas; o Grupo Barraqueiro manteria a operação destas carreiras como concessonária (através da Rodoviária de Lisboa) mas toda a sinalética, librés, e bilhética ficaria sob a alçada unificadora da Carris Metropolitana. Dado o fiasco do lançamento das áreas 3 (Almada, Seixal e Sesimbra) e 4 (Alcochete, Moita, Montijo, Palmela e Setúbal) da nova operação, manteve-se o status quo até 1 de Janeiro de 2023, quando finalmente a Carris Metropolitana entrou em vigor na Margem Norte, incluíndo nos concelhos de Loures e Mafra, e as três empresas perderiam a concessão das suas linhas:
Leg.:
- HLM
- ID
- JJSA

- 201 Póvoa da Galega ⇆ Campo Grande / Martim Moniz via Guerreiros◴ (subst. 2754)
- 202 Cabeço de Montachique / Póvoa da Galega ⇆ Campo Grande via Murteira◴◴ (subst. 2765)
- 204 Póvoa da Galega ⇆ Campo Grande via Guerreiros / Freixieira◴ (sem equiv. C.M.)
- 206 Asseiceira ⇆ Campo Grande via A8 / Lousa / Presinheira◴ (subst. 2746)
- 207 Monte Gordo ⇆ Ponte de Lousa◴ (subst. 2504)
- 209 Milharado ⇆ Campo Grande via Guerreiros◴ (subst. 2753)
- 210 Bocal ⇆ Malveira (subst. 2501)
- 211 Cabeço de Montachique ⇆ Loures (Pq. Cidade) via Murteira◴ (subst. 2011)
- 215 Rolia / Prezinheira ⇆ Venda do Pinheiro (equiv. 2149 e 2901)
- 216 Cachoeira ⇆ Venda do Pinheiro (equiv. 2108, 2109 e 2147)
- 217 Póvoa da Galega ⇆ Vila de Canas via Venda do Pinheiro  (equiv. 2148 e 2151)
- 219 Póvoa da Galega ⇆ Campo Grande via Guerreiros / Casais do Forno / Charneca do Lumiar◴ (subst. 2755)
- 220 Cabeço de Montachique ⇆ Campo Grande / Loures (Centro de Saúde) / Loures (Pq. Cidade) via Palhais◴ (subst. 2765)
- 221 Póvoa da Galega ⇆ Campo Grande via Lumiar / Guerreiros)◴ (subst. 2756)
- 223 Póvoa da Galega ⇆ Campo Grande via A8 / Lousa / Freixieira)◴ (subst. 2744)
- 233 Póvoa da Galega / Cabeço de Montachique ⇆ Campo Grande via A8 / Ponte de Frielas / Murteira◴◴ (subst. 2745)
- 234 Póvoa da Galega ⇆ Campo Grande via A8 / Loures / Sete Casas◴ (subst. 2743)
- 237 Póvoa da Galega ⇆ Campo Grande via Guerreiros / Urbanização do Almirante◴ (equiv. 2754 e 2756)
- 239 Póvoa da Galega ⇆ Campo Grande via Lumiar / Guerreiros / Urbanização do Almirante◴ (subst. 2756)
- 241 Loures (Centro de Saúde) ⇆ Charneca◴ (subst. 2146)
- 410 Cidade Nova ⇆ Campo Grande via A8◴ (subst. 2715)
- 411 Cidade Nova ⇆ Campo Grande via IC22◴ (subst. 2716)
- 412 Cidade Nova ⇆ Campo Grande via Av. Padre Cruz◴ (subst. 2769)
- 413 Cidade Nova ⇆ Campo Grande via Lumiar◴ (subst. 2769)
- 414 Cidade Nova ⇆ Campo Grande via A.M.S.A.C.◴ (subst. 2769)
- 415 A.M.S.A.C. → Campo Grande◴ (subst. 2769)
- 416 Santo António dos Cavaleiros ↺ via Hospital Beatriz Ângelo / Conventinho◴ (subst. 2020)
- 417 Escola Maria Veleda ⇆ Frielas (subst. 2014)
- 421 Torres da Bela Vista ⇆ Campo Grande via IC22◴ (subst. 2717)
- 422 Torres da Bela Vista ⇆ Campo Grande via Av. Padre Cruz◴ (subst. 2772)
- 423 Torres da Bela Vista ⇆ Campo Grande via Lumiar◴ (subst. 2772)
- 424 Torres da Bela Vista ⇆ Campo Grande via Av. Padre Cruz / C.C.◴ (subst. 2772)
- 425 Torres da Bela Vista ⇆ Campo Grande via Lumiar / C.C.◴ (subst. 2772)
- 426 Torres da Bela Vista ⇆ Campo Grande via Av. Padre Cruz / Hospital Beatriz Ângelo◴ (subst. 2772)
- 427 Torres da Bela Vista ⇆ Campo Grande via Lumiar / Hospital Beatriz Ângelo◴ (subst. 2772)
- 430 Flamenga ⇆ Torres da Bela Vista (subst. 2015)
- 431 Conventinho ⇆ Torres da Bela Vista (subst. 2013)
- 440 Loures (Tribunal) ↺ via Santo António dos Cavaleiros (manhãs)◴ (subst. 2027)
- 441 Loures (Tribunal) ↻ via Santo António dos Cavaleiros (tardes)◴ (subst. 2028)
- 450 Frielas (Escola) ⇆ Campo Grande via Av. Padre Cruz / Olival Basto◴ (subst. 2774)
- 451 Frielas (Escola) ⇆ Campo Grande via Av. Padre Cruz / Olival Basto / Zona Industrial de Frielas◴ (subst. 2774)
- 460 Loures (Urmeira) ⇆ Campo Grande◴ (subst. 2720)
- 470 Cidade Nova ⇆ Costa da Caparica (subst. 2650)
- 810 Guerreiros ⇆ Martim Moniz via Lumiar◴ (subst. 2776)
- 811 Guerreiros ⇆ Campo Grande via Av. Padre Cruz◴ (equiv. 2017 e 2776)
- 812 Guerreiros ⇆ Campo Grande via Av. Padre Cruz / Urbanização do Almirante◴ (subst. 2776)
- 813 Covas de Ferro → Pinheiro de Loures / Loures (Centro de Saúde) / Loures (Escola Secundária) / Campo Grande◴ (subst. 2785)
- 814 A-dos-Moninhos ⇆ Campo Grande via Av. Padre Cruz◴ (equiv. 2003 e 2776)
- 815 A-dos-Moninhos ⇆ Campo Grande via Av. Padre Cruz / Urbanização do Almirante◴ (equiv. 2003 e 2776)
- 816 Pinheiro de Loures ⇆ Covas de Ferro / A-dos-Cãos◴ (subst. 2621)
- 817 A-dos-Moninhos ⇆ Guerreiros (subst. 2003)
- 818 A-dos-Cãos → Campo Grande◴ (equiv. 2002 e 2785)
- 819 Pinheiro de Loures / Loures → Covas de Ferro◴ (subst. 2621)
- 822 Loures (Escola Secundária) ⇆ Covas de Ferro◴ (subst. 2620)
- 824 Guerreiros ⇆ Hospital Beatriz Ângelo◴ (subst. 2016)
- 826 Bairro de Santa Maria ⇆ Loures (Centro de Saúde) (subst. 2004)
- 831 Covas de Ferro ⇆ Loures (Centro de Saúde) via A-dos-Calvos (subst. 2620)
- 870 Guerreiros ⇆ Costa da Caparica (sem equiv. C.M.)